# Nus
Nus ist eine italienische Gemeinde der Region Aostatal. Die Gemeinde liegt ca. 8 km östlich von Aosta und hat 2950 Einwohner (Stand 31. Dezember 2023) bei einer Fläche von 57 km². Nus liegt auf einer Höhe von 527 m s.l.m. und hat die Nachbargemeinden Bionaz, Fénis, Oyace, Quart, Saint-Marcel, Torgnon sowie Verrayes. Sehenswert sind das Schloss sowie die Pfarrkirche, die bereits im 12. Jahrhundert erwähnt wurde.
Nus ist eine der Weinbaugemeinden des Tals und gibt der Rebsorte Vien de Nus ihren Namen.

## Einzelnachweise

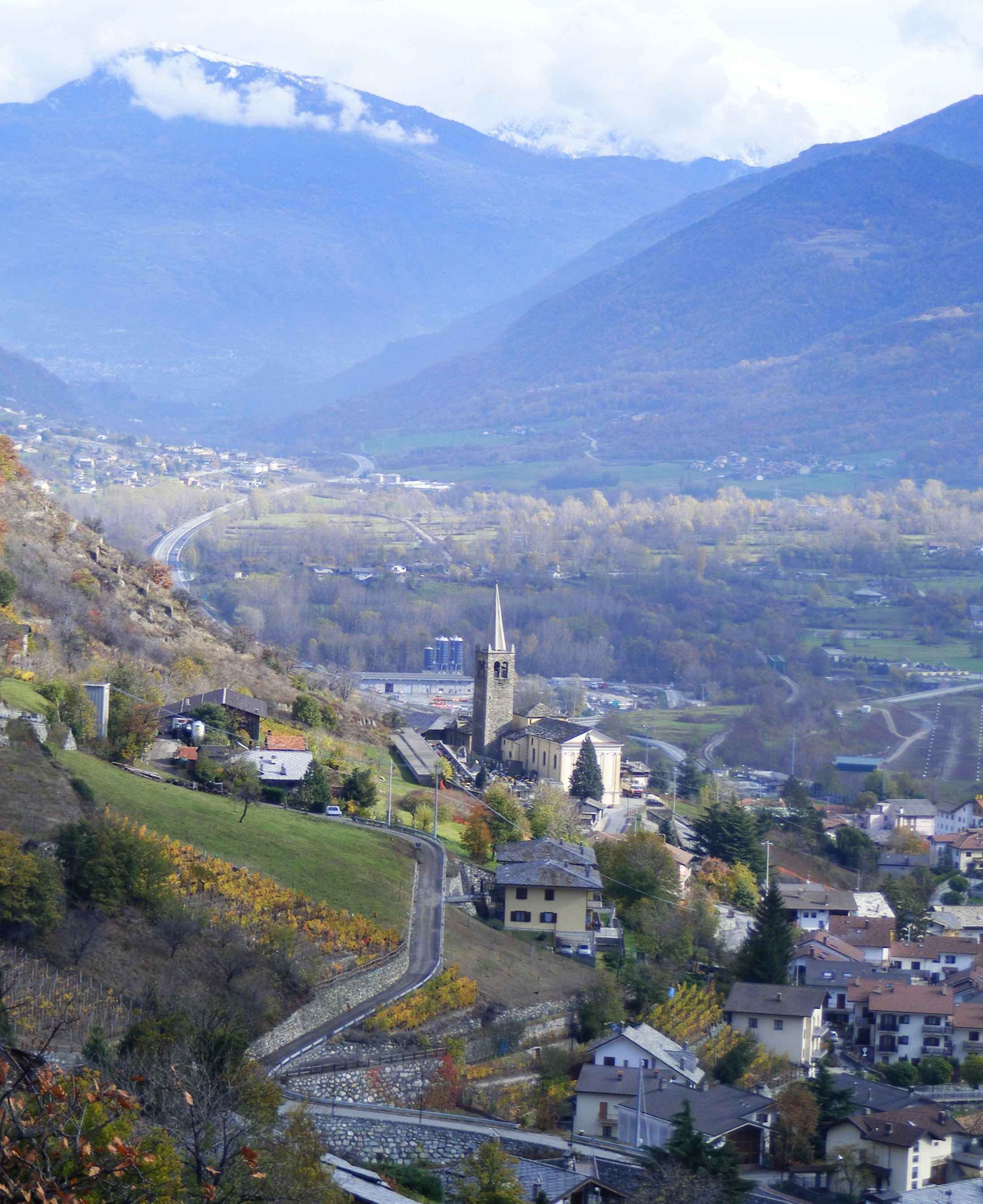
Blick auf Nus

## Persönlichkeiten
- Attilio Lombard (* 1944), Skilangläufer
- Carlo Favre (* 1949), Skilangläufer